# Liste von Persönlichkeiten der Stadt Oelsnitz/Vogtl.
Die Liste der Persönlichkeiten der Stadt Oelsnitz/Vogtl. enthält Personen, die in der Geschichte der sächsischen Stadt Oelsnitz/Vogtl. eine nachhaltige Rolle gespielt haben. Es handelt sich dabei um Persönlichkeiten, denen die Ehrenbürgerschaft verliehen wurde, die hier geboren sind oder hier gewirkt haben.
Für die Persönlichkeiten aus den nach Oelsnitz/Vogtl. eingemeindeten Ortschaften siehe auch die entsprechenden Ortsartikel.

## Ehrenbürger
- Johann Gottfried Wetzstein (1815–1905), Diplomat
- Adolf Hitler (1889–1945), Reichskanzler, Verleihung im April 1933, mit Ratsbeschluss 2003 offiziell aberkannt[1]
- Peter-Emil Rupp (1930–2006), Industriemanager, Mäzen, 2003 für seine Verdienste um die wirtschaftliche Förderung der Stadt nach der Wiedervereinigung, Ehrengrab in Oelsnitz
- Eberhard Hertel (1938–2024), volkstümlicher Sänger und Jodler, 2008 für seine Verdienste um seinen Heimatort und die vogtländische Kultur

## Söhne und Töchter der Stadt

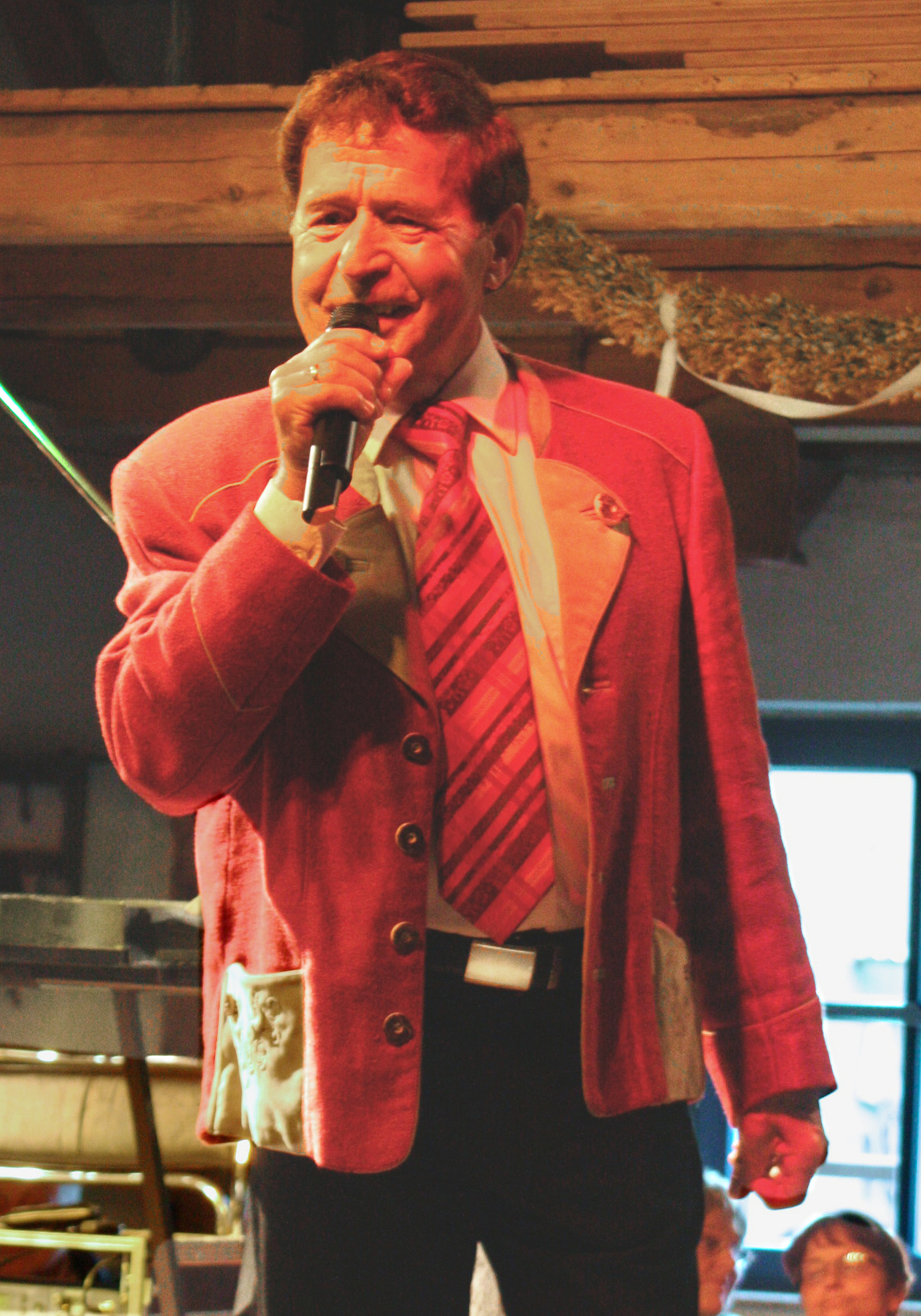
Eberhard Hertel, 2012

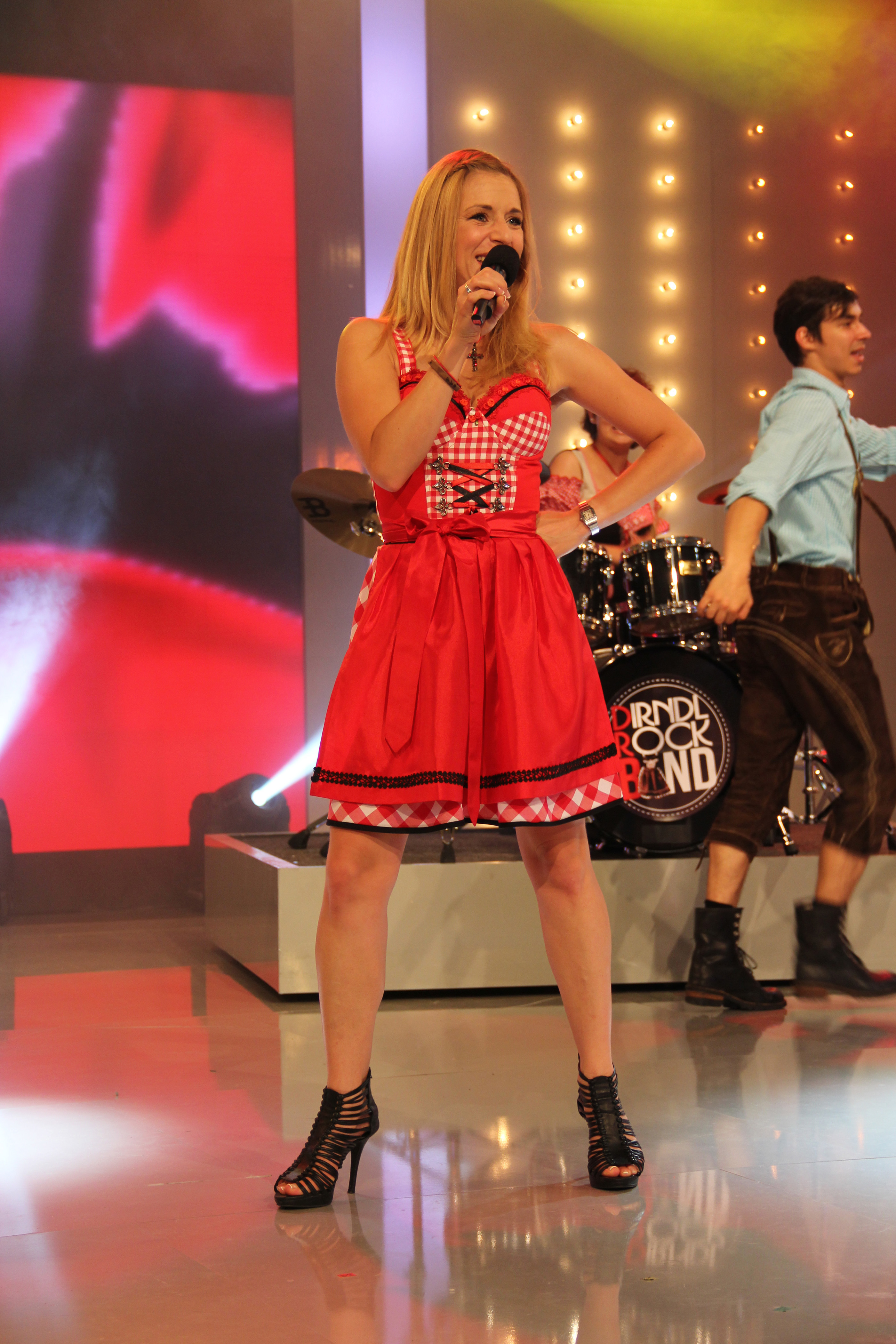
Stefanie Hertel, 2013

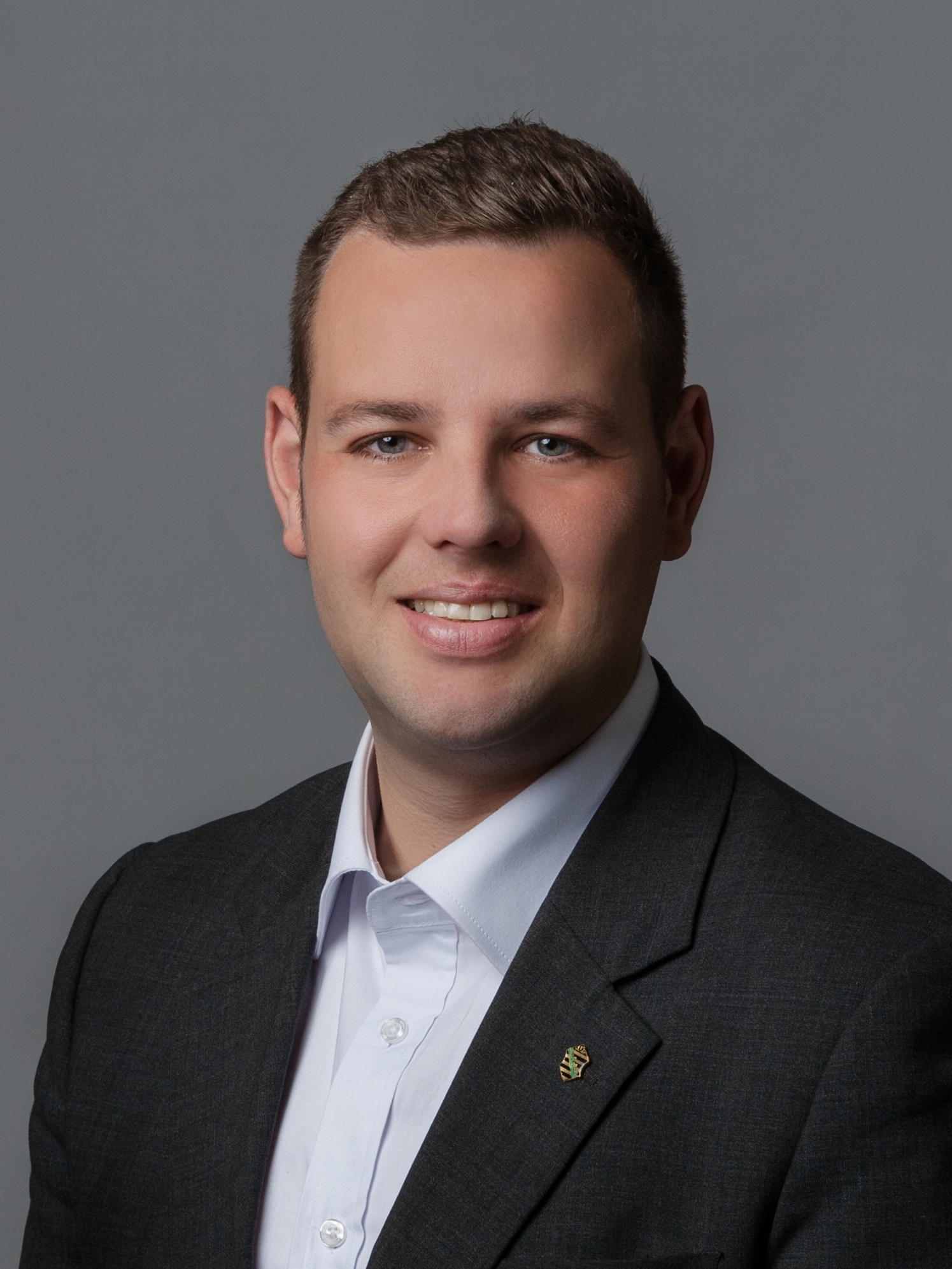
Sebastian Fischer, 2014

- Johann Josua Löner (1535–1595), Theologe
- Johann Rosenmüller (≈1619–1684), Komponist
- Johann Christian Engelschall (1675–1749), Pfarrer und Chronist
- Johann David Steinmüller (1708–1767), evangelisch-lutherischer Theologe und Superintendent
- Johann Christian Themel (1709–1755), Arzt und Herausgeber einer der ersten Zeitschriften im sächsischen Erzgebirge
- Christian Friedrich Penzel (1737–1801), Kantor und Komponist
- Carl Christian Jahn (1777–1854), Schweizer Klassischer Philologe
- Carl Friedrich Keil (1807–1888), evangelischer Theologen, geboren in Lauterbach
- Johann Gottfried Wetzstein (1815–1905), Orientalist und preußischer Konsul in Damaskus (1849–1861)
- Paul Ottokar Roth (1865–1932), Forstwissenschaftler und sächsischer Staatsbeamter
- Oskar Schanz (1868–1920), Jurist und konservativer Politiker, MdL (Königreich Sachsen)
- Alfred Schanz (1868–1931), Orthopäde in Dresden
- Paul Gläser (1871–1937), Kirchenmusiker, Komponist und Kirchenmusikdirektor
- Georg Jahn (1873–1934), Jurist und sächsischer Staatsbeamter
- Rudolf Harzer (1899–1959), Jurist und Präsident des Evangelisch-Lutherischen Landeskirchenamts Sachsen
- Max Schneider (1903–1980), Maler und Grafiker
- Alfred Roßner (1906–1943), Unternehmer, Gerechter unter den Völkern
- Helmut Lindner (1907–1983), Physiker, Elektroingenieur, Studiendirektor, Hochschullehrer und Autor von  Lehrbüchern
- Lothar Cohn (1908–1944), Widerstandskämpfer gegen den Nationalsozialismus
- Helmut Nitzsche (1914–2002), Bildender Künstler und Glasmaler
- Albin Schneider (1925–2014), Generalleutnant und langjähriger Chef der Bezirksbehörde der Deutschen Volkspolizei Magdeburg
- Eberhard Korndörfer (1926–2020), Generalmajor der NVA, Kommandeur an der Hochschule für Verkehrswesen in Dresden
- Achim Kilian (1926–2002), Diplom-Kaufmann und Autor von Beiträgen zur Geschichte von Kriegsgefangenen- und Speziallagern
- Wolfgang Gitter (1930–2018), Rechtswissenschaftler und Hochschullehrer an der Universität Bayreuth
- Wolfgang Fischer (1932–2005), Generalmajor und Chef des Wehrbezirkskommandos Halle der NVA
- Eberhard Hertel (1938–2024), volkstümlicher Sänger und Jodler
- Dieter Müller (* 1941), Politiker (SED) und Gewerkschaftsfunktionär (FDGB)
- Siegfried Knüpfer (* 1941), Eisenbahningenieur
- Heidemarie Härtl (1943–1993), Dichterin
- Otto Zeitler (* 1944), Politiker der CSU und von 1978 bis 2013 Mitglied des Bayerischen Landtags, geboren in Görnitz
- Ulrich Lupart (* 1951), Politiker (AfD), seit 2019 Mitglied des Sächsischen Landtags
- Arnd Barocka (* 1952), Psychiater
- Volker Schlott (* 1958), Jazzmusiker, Komponist, Dozent
- Volker Eckert (1959–2007), Serienmörder
- Ronny Weller (* 1969), ehemaliger Gewichtheber im Schwergewicht, mehrfacher Olympiasieger, Welt- und Europameister
- Silvio Kuhnert (* 1969), Sänger der Volkstümlichen Musik und Musikproduzent. Singender Gastwirt und Küchenmeister in Taltitz
- Anett C. Oelschlägel (Pseudonym Anna Sperk, * 1974), Ethnologin und Romanautorin, Spezialistin für Südsibirien
- René Hoppe (* 1976), Bobsportler
- Jan Roth (* 1977), Musiker, Schlagzeuger, Komponist
- Stefanie Hertel (* 1979), Sängerin des volkstümlichen Schlagers
- Sebastian Fischer (* 1981), Politiker der CDU
- Christian Gebhardt (* 1990), Sänger, Moderator und Entertainer

## Persönlichkeiten mit Bezug zu Oelsnitz/Vogtl.
- Paul Rebhun (1505–1545), Dichter und Superintendent in Oelsnitz
- Dietrich Nitzsche (1934–2018), Bildhauer, Professor
- Gunther Nitzsche (* 1936), Agrarwissenschaftler, Museumsleiter